# Fiolenområdet
Fiolenområdet är ett naturreservat i Moheda socken i Alvesta kommun och Aneboda socken i Växjö kommun i Småland (Kronobergs län).
Området är skyddat sedan 2001 men utökades 2008. Det är 1 050 hektar stort och beläget mellan Torpsbruk och Lammhult. I Fiolenområdets naturreservat ingår sjön Fiolen och stora myrmarker, skog och odlingslandskap.

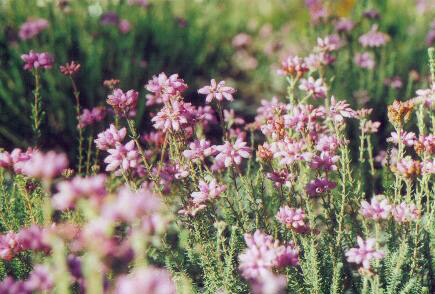
Klockljung

Norr om sjön ligger Åkhultmyren som är en excentrisk, välvd mosse omgiven av kärrpartier. På myren växer bland annat vitag, myrlilja, tuvull, sileshår och klockljung. Ytterligare norrut i reservatet finns den så kallade Anebodaskogen. En granskog som är upp till 130 år. Där är dessutom marken kuperad och en del mindre kärr förekommer.
Vid sjön Fiolen finns ett odlingslandskap.